# Zurgena
Zurgena er en by og kommune i det sydøstlige Spanien i provinsen Almería. Den har et indbyggertal på 2.990 (2024) indbyggere.